# Andvakia boninensis
Andvakia boninensis is een zeeanemonensoort uit de familie Andvakiidae. De anemoon komt uit het geslacht Andvakia. Andvakia boninensis werd in 1943 voor het eerst wetenschappelijk beschreven door Carlgren. 